# 愛知県道370号蒲郡港線
愛知県道370号蒲郡港線（あいちけんどう370ごう がまごおりこうせん）は、愛知県蒲郡市内を通る一般県道である。

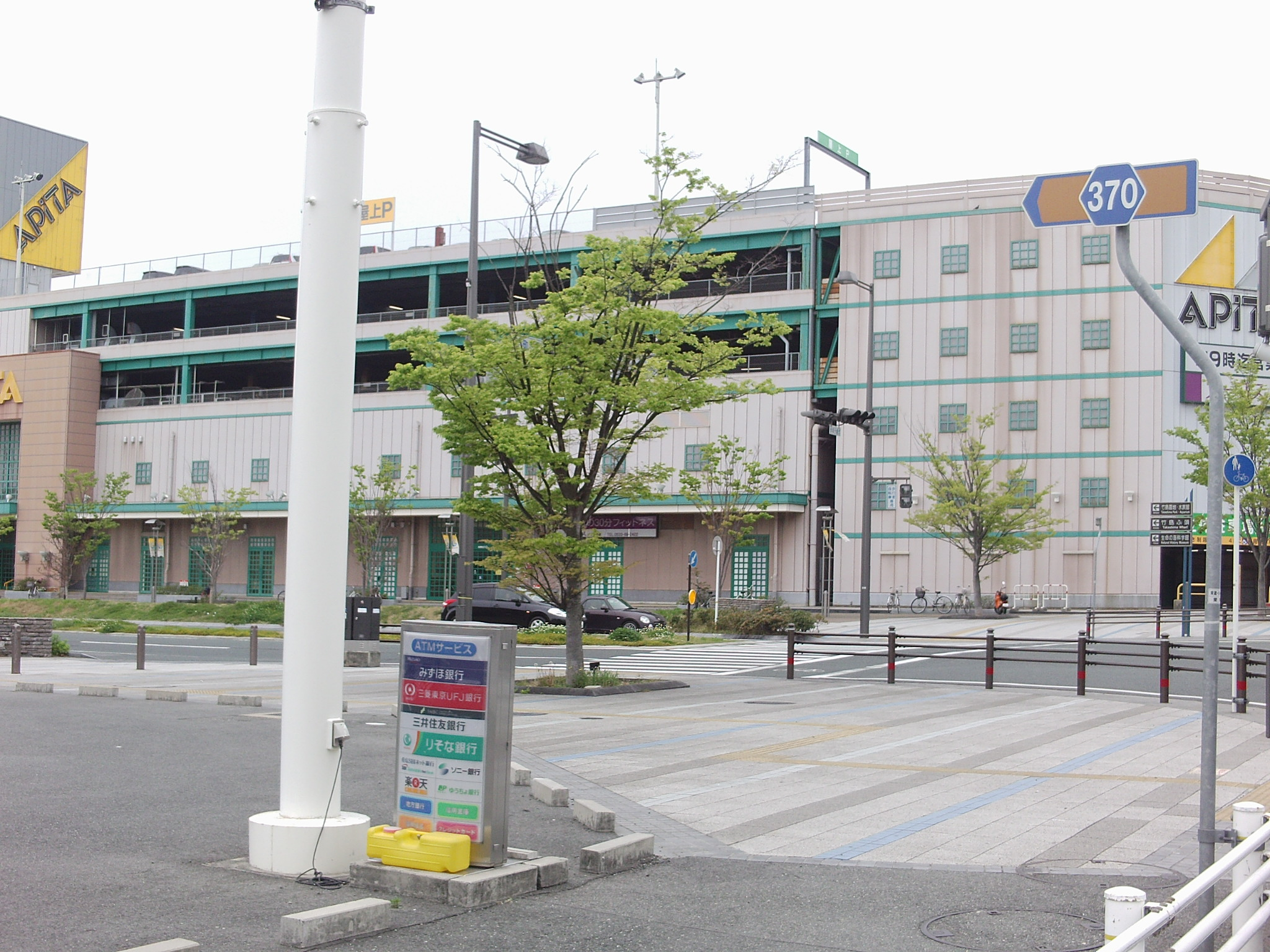
蒲郡駅前広場のすぐ近く。4車線の広い道路。歩道もゆったりとしている。

## 概要
当県道はランドスケープライティングアワード2005中部・北陸地区の優秀賞を受賞。当県道のある蒲郡駅南地区は、観光都市たる蒲郡市の顔となるよう、景観に配慮した整備を推進。アピタ蒲郡店がある西側歩道には「海への誘導」をコンセプトに、照明の演出によりせせらぎのようなイメージを表現。電線類は地中化されている。広く開放的でデザイン性に優れた県道といえる。

### 路線データ
- 起点：蒲郡港
- 終点：愛知県蒲郡市港町
- 全長：約230m

## 沿革
- 1959年12月15日 認定

## 接続する道路
- 国道23号・国道247号（港町3番交差点）
- マリンロード（蒲郡郵便局前交差点）

## 周辺
- 蒲郡港（竹島埠頭（中央埠頭））
- 蒲郡商工会議所
- 蒲郡郵便局
- 蒲郡公共職業安定所
- アピタ蒲郡店
- ローソン蒲郡駅南店
- JR東海道本線・名鉄蒲郡線 蒲郡駅（南口）